# Балыклыкульский сельсовет
Балыклыкульский сельсовет — муниципальное образование в Аургазинском районе Республики Башкортостан Российской Федерации.

## История
Согласно «Закону о границах, статусе и административных центрах муниципальных образований в Республике Башкортостан» имеет статус сельского поселения.

## Население
| 2002  | 2009  | 2010  | 2012  | 2013  | 2014  | 2015  |
| ----- | ----- | ----- | ----- | ----- | ----- | ----- |
| 1279  | ↗1300 | ↗1312 | ↘1291 | ↘1201 | ↘1190 | ↘1161 |
| 2016  | 2017  |       |       |       |       |       |
| ↘1133 | ↘1103 |       |       |       |       |       |

## Состав сельского поселения
| № | Населённый пункт | Тип населённого пункта          | Население |
| - | ---------------- | ------------------------------- | --------- |
| 1 | Балыклыкуль      | деревня, административный центр | ↗417      |
| 2 | Наумкино         | деревня                         | ↗699      |
| 3 | Амзя             | деревня                         | →78       |
| 4 | Чишма            | деревня                         | ↘65       |
| 5 | Байкал           | деревня                         | ↘53       |